# Alfredo Augusto da Mata
Alfredo Augusto da Matta (Salvador, 18 de março de 1870 – Manaus, 3 de março de 1954) foi um médico e político brasileiro.
Filho do major Joaquim Francisco da Mata e Leopoldina Carolina da Mata.
Graduado em medicina pela Faculdade de Medicina da Bahia em dezembro de 1893, especialista em medicina tropical, profilática e dermatológica.
Foi eleito senador pelo Amazonas nas eleições gerais no Brasil em 1935, reeleito nas eleições estaduais no Amazonas em 1945.

## Carreira médica
Alfredo se formou na Faculdade de Medicina da Bahia em 1893 e se especializou em medicina tropical, profilática e dermatológica. Em 1894, trabalhou no Lloyd Brasileiro, estabilizando-se em Manaus (AM).
Foi diretor do Departamento de Saúde Pública do Estado do Amazonas no governo de Antônio Clemente Bittencourt (1908-1910), onde se dedicou, juntamente com João de Miranda Leão e de Wolferitan Thomas, no combate aos mosquitos que alastravam Manaus. Obtiveram sucesso após três meses de trabalho. A ação foi reconhecida e elogiada pelo sanitarista Osvaldo Cruz. Nesse mesmo ano, participou do Congresso de Assistência Pública durante a Exposição Nacional no Rio de Janeiro.
Como professor, lecionou na Universidade do Pará nos cursos de farmácia e agronomia.
Trabalhou também como tenente-coronel-cirurgião da Guarda Nacional, responsável pelo Laboratório e Análises, médico do Asilo de Misericórdia, diretor do Serviço de Higiene da Municipalidade de Manaus, do Serviço de Higiene do Estado do Amazonas e do Instituto Pasteur de Manaus. Descobriu a doença das seringueiras nomeada como “polilha” e seu agente causador, o microleóptero Platipus mattai, que recebeu o seu nome ao ser homenageado pelo entomologista argentino Juan Brethes.
Foi vice-presidente honorário no Congresso Brasileiro de Medicina e Cirurgia realizado em São Paulo. Participou do IV Congresso Médico Latino-Americano, do I Congresso Sul-Americano de Dermatologia e Vifiligrafia e dos VI e VII congressos brasileiros de Medicina, Cirurgia e Dermatologia.
Foi membro-fundador da Sociedade de Medicina e Farmácia e da Sociedade de Medicina e Cirurgia do Amazonas, da Sociedade Amazonense de Agricultura e do Círculo dos Auxiliares da Imprensa. Fez parte da Academia Nacional de Medicina, Academia Nacional de Ciências, Instituto Histórico e Geográfico do Amazonas (do qual foi vice-presidente) e da Academia Amazonense de Letras. Foi sócio da Academia Nacional de Medicina do México, da Academia de Ciências Médicas, Físicas e Naturais, de Cuba, da Sociedade de Médicos de Ciudad Bolívar, na Venezuela, da Academia de Medicina de Porto Rico, da Academia de Medicina de Medellín, na Colômbia, da Academia de Medicina do Peru, da Sociedade Científica de Santiago, no Chile, da Sociedade de Medicina de Guaiaquil, no Equador, do Instituto Médico da Bolívia, do Círculo Médico de Córdoba, na Argentina, da Sociedade de Patologia Exótica, de Paris, da Academia Internacional de Geografia Botânica, da França, da Academia Italiana de Ciências Físico-Químicas, da Sociedade de Medicina e Higiene Tropical, de Paris, da Academia de Higiene da Catalunha, na Espanha, e da Real Academia Hispano-Americana de Ciências e Artes de Cádiz, também na Espanha.

## Carreira política
Alfredo foi deputado estadual entre 1916 e 1922. Após renunciar ao mandato, tornou-se presidente da Assembleia Legislativa da Amazonas (1919-1922). Em 1921, foi nomeado inspetor federal do Serviço Sanitário Rural, além de diretor do Serviço de Profilaxia da Lepra e Doenças Venéreas, no qual exerceu até 1930. Filiou-se ao Partido Socialista do Amazonas (PSA), após a Revolução de 1930, para concorrer às eleições para a Assembléia Nacional Constituinte. Em 1933, as forças tenentistas estabeleceram uma coligação entre o PSA e a União Cívica Amazonense, que mais tarde se desmontaria.
Alfredo foi um dos quatro candidatos eleitos no estado e participou dos trabalhos constituintes. Seu mandato se prorrogou até maio de 1935. No mesmo período, foi eleito senador pela Assembléia Constituinte do Amazonas, no qual exerceu até 1937, quando as instituições legislativas foram extinguidas com o implantação do Estado Novo (1937-1945).

## Publicações
Colaborou para as revistas Brasil Médico e Amazonas Médico, além de ter contribuído com mais de duzentos artigos em outras revistas nacionais e estrangeiras. Publicou inúmeros trabalhos científicos bem como Geografia e topografia médica de Manaus (1916); Flora médica brasiliense; ABC da profilaxia do impaludismo; Tricocéfalos e tricocefalose; Parasitose agrícola: larvas que inutilizaram o guaraná; Esterigmatitis tropicalis: fungo patogênico para o homem; Entomologia agrícola; Os inimigos das seringueiras; Larvas de lepidópteros prejudiciais ao ananás, ao manacá e à figueira; O cancro no milho; O Brasil central, viagens e explorações; Insetos úteis e prejudiciais à lavoura; Patologia amazonense e Leishmanioses.

## Vida pessoal
Foi casado com Zulmira Martins de Meneses, com quem teve um filho e, mais tarde, com Maria Madalena Mavignier Oliveira da Mata, com quem teve quatro filhos.